# 渡辺香奈
渡辺 香奈（わたなべ かな、1980年 - ）は、日本の洋画家、一般社団法人二紀会準会員。群馬県美術会会員。

## 経歴・受賞歴
1980年、岩手県に生まれる。1998年に二紀展入選。
1999年、群馬県立高崎女子高等学校卒業。2003年、慶應義塾大学総合政策学部卒業。2005年、慶應義塾大学大学院政策・メディア研究科修士課程修了。
2008年、第3回三菱商事アート・ゲート・プログラム作品買い上げ。
2009年、第44回昭和会展松村謙三賞（第2席）を受賞。第63回二紀展で優賞（第2席）を受賞。
2010年1月17日 - 2月21日、『作家王国－横田尚・渡辺香奈－ウォーターガール（2人展）』を開催（高崎市美術館）。同年4月2日 - 4日に『アートフェア東京2010』日動画廊ブースに出展（東京国際フォーラム）。
2011年、『アートフェア台北2011』日動画廊ブースに出展（台湾・台北藝術中心）。同年3月から4月にかけて日動画廊で個展を開催。第8回上毛芸術文化賞（美術部門）を受賞。群馬県高崎市功労者賞を受賞。
2012年 - 2014年、文化庁新進芸術家海外研修員（1年間）の資格などでスペインのマドリード・コンプルテンセ大学ほかで約3年間学ぶ。
2013年、スペイン留学中に現代スペイン・リアリズムの巨匠と評される画家である アントニオ・ロペス・ガルシアに学ぶ。絵画講習会において、アントニオ・ロペス選出優秀作品賞を受賞。
2018年6月、日動画廊で個展『Perfect Blue』を開催。同年10月、第72回二紀展で女流画家奨励佐伯賞を受賞
群馬県高崎市に拠点を置き、活動を行っている。

## パブリックコレクション
- 高崎市美術館（2010年 - ）「来日讃歌Ⅱ」、「流」[1]。
- 笠間日動美術館（2010年 - ）「来日讃歌Ⅰ」[1][2][15]。
- スペイン・アルバセテ市美術館（2013年 - ）[1]。
- スペイン・マドリード、コビバール美術協会（2014年 - ）[1]。